# 二階堂行栄
二階堂 行栄（にかいどう ゆきひで）は、安土桃山時代の武士・修験者。
天正9年（1581年）、須賀川城主・二階堂盛義の三男または四男として誕生。父や兄の死後に家督を継いだ様子がないことから、二階堂氏の支族の出身ともいわれる。
天正17年（1589年）、伊達氏の侵攻により須賀川城が落城すると守屋村へ落ち延び、その後京都の聖護院の修験者となる。慶長5年（1600年）に故郷に戻ってからは徳善院を建立し、法印様（行栄僧都）と呼ばれた。